# María Románovskaya-Vorontsova
María Illarionovna Románovskaya-Vorontsova ( 13 de febrero de 1903, Tsarskoye Selo - 15 de junio de 1997, Cannes ) fue una aristócrata rusa. Nació siendo hija del conde Illarion Vorontsov-Dashkov. Se convirtió en esposa del príncipe Nikita Románov, y madre de los príncipes Nikita y Alejandro Románovsky-Vorontsov.

## Primeros años
Nació el 13 de febrero de 1903 en Tsarskoye Selo en la familia del conde Illarion Illarionovich Vorontsov-Dáshkov y su primera esposa, la condesa Irina Vasilievna, de soltera Narýshkina. Era la segunda hija y única mujer de la familia del conde. La condesa María Illarionovna pasó su infancia en la casa de sus padres en San Petersburgo (calle Mokhovaya, 10), y los veranos en la finca de su abuelo en Novo-Tomnikovo, donde a la mansión ya existente se añadió un ala especial para la familia de Illarion Illarionovich.
En 1913, los padres de María Illarionovna se divorciaron, y su madre pronto se casó con el mayor general del séquito del emperador, el príncipe Sergei Alexandrovich Dolgoruky, pero pronto murió (oficialmente de neumonía, extraoficialmente por suicidio debido a un desacuerdo con su nuevo marido). De este matrimonio, Irina Vasilievna tuvo una hija, la princesa Olga Sergeevna Dolgorukova. En el mismo año 1915, el padre de María Illarionovna se casó con Lyudmila Nikolaevna Ushakova.
Durante la Guerra Civil, el padre de María Illarionovna luchó en el lado del Ejército Voluntario. En 1920, la familia del conde Vorontsov-Dáshkov abandonó Rusia y emigró a Francia.

## Vida en el exilio
El 19 de febrero de 1922, en París, se casó con el príncipe Nikita Aleksándrovich, hijo del gran príncipe Alejandro Mijáilovich y de la gran princesa Xenia Aleksándrovna. De este matrimonio nacieron dos hijos, A principios de la década de 1920, en un pequeño apartamento de París, la condesa y su marido ayudaron a crear colecciones para la compañía IRFE, fundada por la princesa Irina Alexándrovna y el príncipe Félix Yusúpov.
Durante la Segunda Guerra Mundial, ella y su familia se trasladaron a Roma, luego a Checoslovaquia, de allí, durante el avance del Ejército Rojo, se trasladaron a Alemania, habiendo pasado por muchos momentos difíciles. La familia abandonó Alemania para trasladarse a Francia. Después de la Segunda Guerra Mundial, María Illarionovna y su familia se trasladaron a Estados Unidos, al estado de California, a la ciudad de Monterey, donde el príncipe Nikita Aleksándrovich enseñó ruso a unidades del ejército estadounidense. En el exilio, María Illarionovna y su esposo vivieron sin adoptar nunca otra ciudadanía.
El 7 de mayo de 1951, el gran príncipe Vladimiro Kirílovich, jefe de la casa imperial en el exilio, le confirio el título de «Princesa Románovskaya-Vorontsova» para sí misma y para sus hijos, así como el rango de «Alteza Serenísima» para sí misma y para el agnado mayor de la familia.
El 8 de octubre de 1953, la princesa encabezó la "Unión de Hermanas Mosqueteras" bajo la "Unión de Mosqueteros de Su Alteza el Príncipe Nikita Aleksándrovich", que fue creada ese mismo año. En 1960, la princesa y su esposo regresaron a Francia, estableciéndose en Cannes. Desde 1992 es miembro honorario de la Asociación de la Familia Románov. También fue durante mucho tiempo camarada honoraria de la R.I.S.-O (bajo la dirección de K.K. Weimarn) y miembro honorario de la organización monárquica más antigua, el Consejo Supremo Monárquico (bajo la dirección de D.K. Weimarn). En 1996, María Illarionovna llegó a Crimea y se instaló en Alupka, en la finca de su abuelo. Hoy sus cartas están expuestas en el Palacio Vorontsov. Pasó los últimos años de su vida en una ancianato junto al mar en Cannes.

## Matrimonio e hijos
El 19 de febrero de 1922, en París, se casó con el príncipe Nikita Aleksándrovich, hijo del gran príncipe Alejandro Mijáilovich y de la gran princesa Xenia Aleksándrovna, hermana del emperador Nicolás II. El matrimonio engendró dos hijos.
- Príncipe Nikita Nikitich (1923-2007) - se casó con Janet Schonwalt en 1961. Tuvo un hijo.
- Príncipe Alejandro Nikitich (1929-2002) - en 1971 se casó con Maria Immaculata Valguarnera di Niucelli. No tuvo hijos.

## Títulos y tratamientos
| ● 13 de febrero de 1903-7 de mayo de 1951: | La condesa María Illarionovna Vorontsova-Dáshkova                           |
| ● 7 de mayo de 1951-15 de junio de 1997:   | Su Alteza Serenísima la princesa María Illarionovna Románovskaya-Vorontsova |